# Turismo em Poá

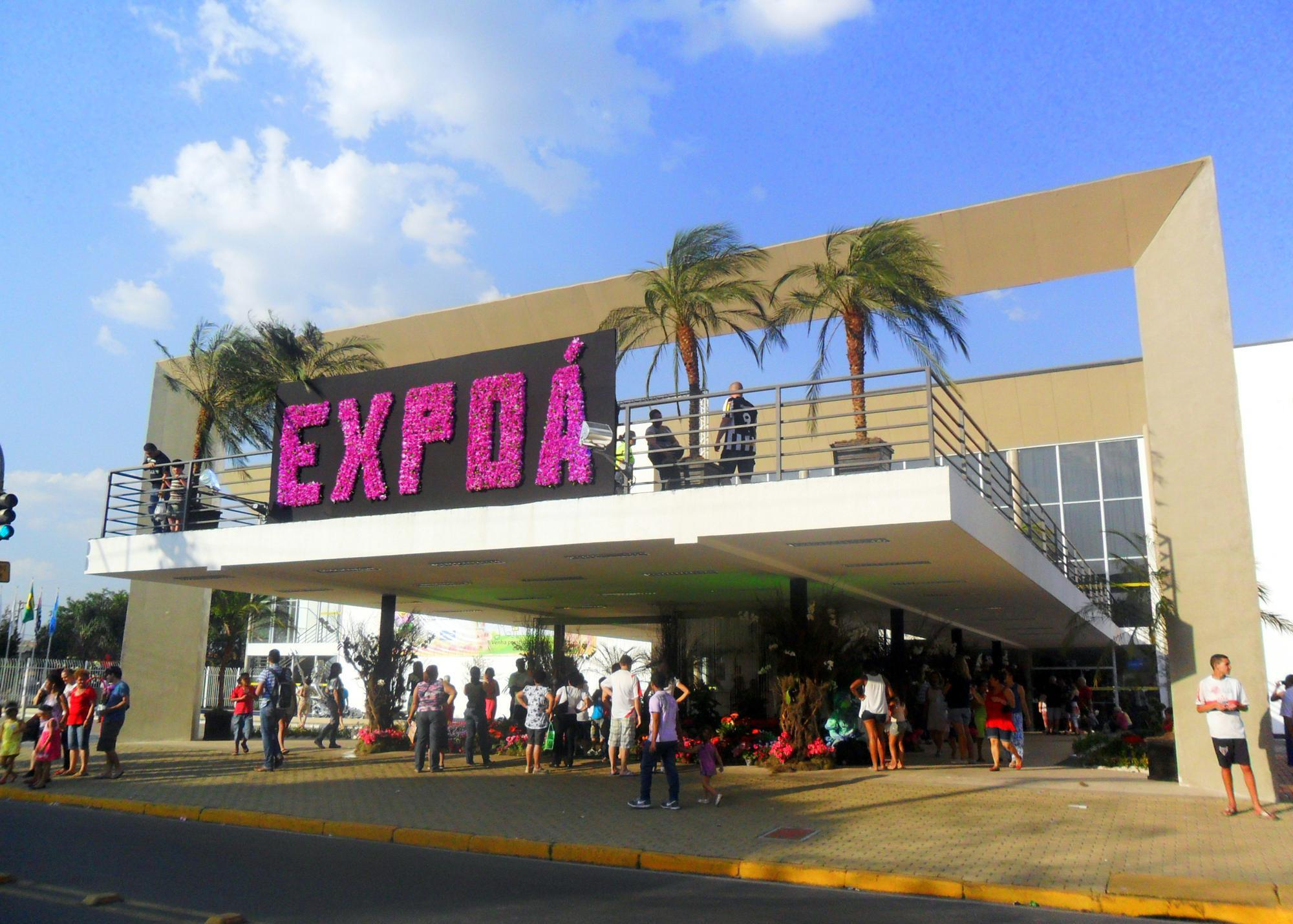
Exposição de Orquídeas e Plantas Ornamentais de Poá.

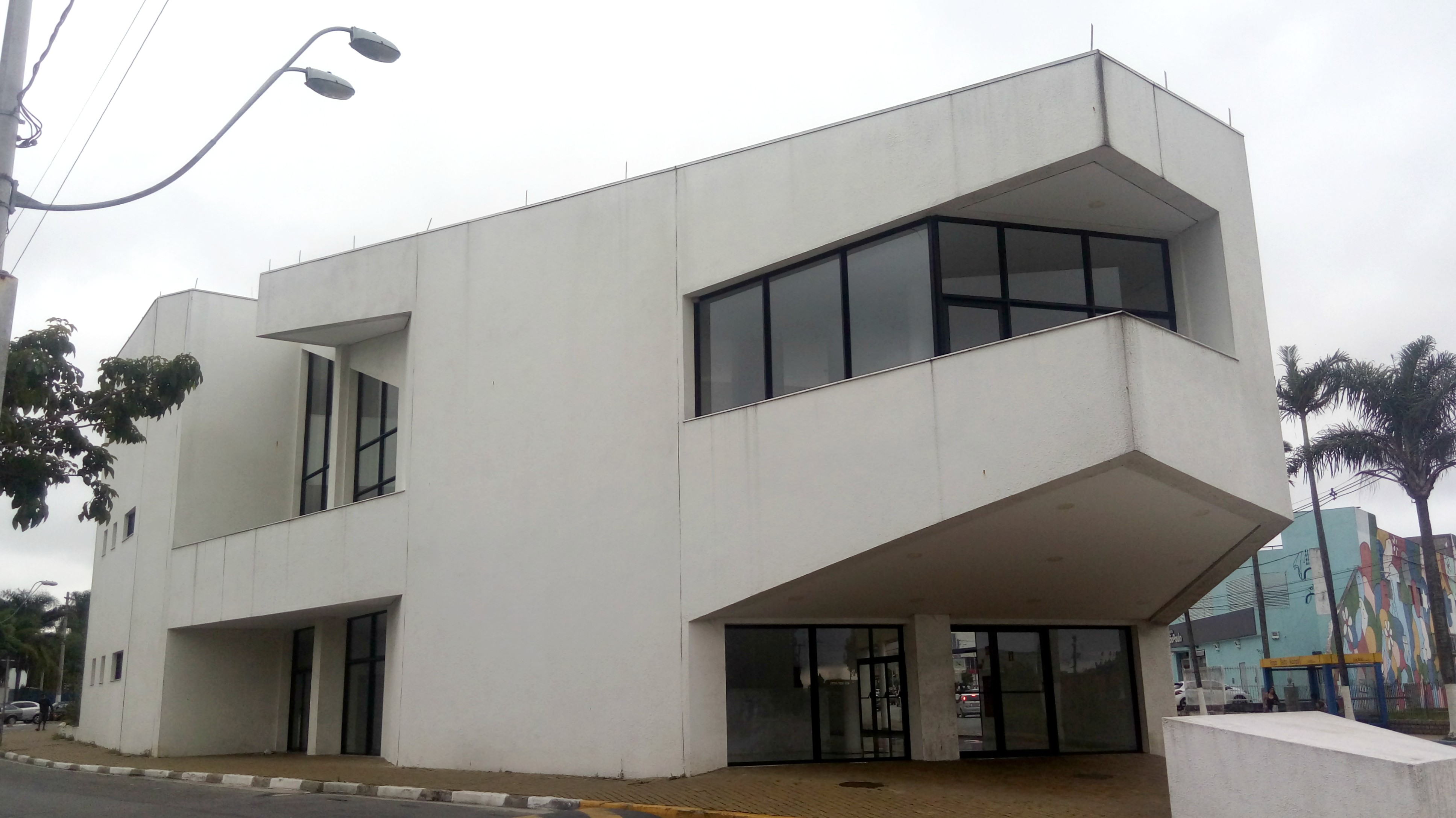
Teatro Municipal de Poá.

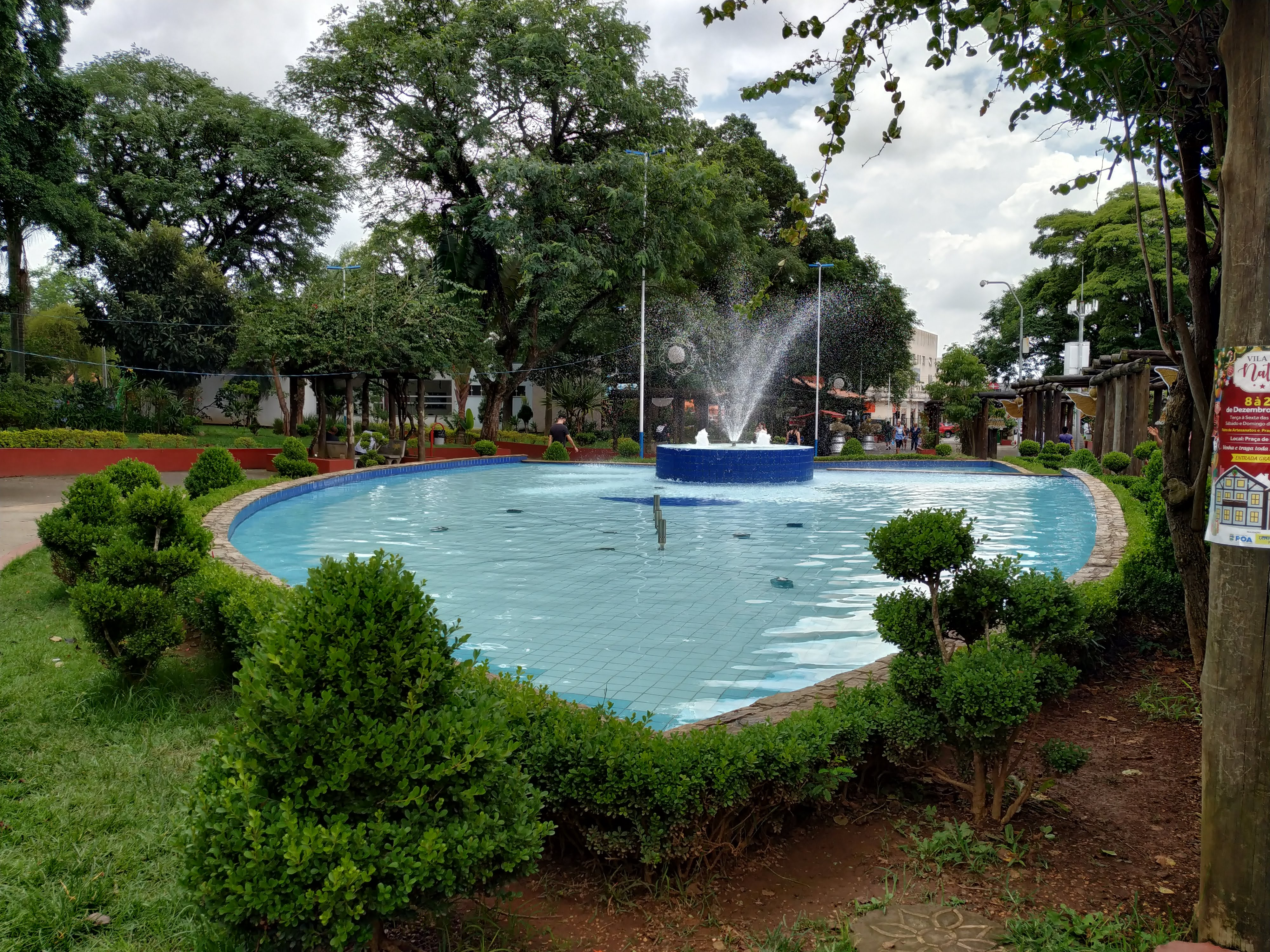
Praça da Bíblia, em dezembro de 2018.

Por força de legislação estadual o município de Poá, localizado na Região Metropolitana de São Paulo, é classificado oficialmente como Estância hidromineral (1970) e como Estância turística (1978). É comum que se refira ao município juntando o título de estância junto ao nome da cidade, resultando portanto em "Estância Hidromineral de Poá". 

## Histórico
Poá sempre teve vocação para o turismo. Desde o início da formação do distrito (Poá já pertenceu à Mogi das Cruzes), antes da emancipação política e da posterior "elevação" do município a categoria de estância, a cidade já era destino de muitas pessoas vindas da capital São Paulo, do próprio distrito-sede de Mogi e de outras cidades do interior. O local possuía muitas chácaras e sítios, e era costume que seus proprietários viessem dessas cidades para passar o final de semana. A segunda e principal característica, que fundamentou a classificação de Poá como estância, foi a exploração comercial da nascente da Fonte Áurea.
Conhecidas as características do município, iniciou-se então uma campanha dos agora munícipes para que Poá recebesse o título de estância hidromineral. À época, um dos requisitos técnicos era que o município comprovasse que a fonte de água mineral tivesse vazão mínima de 96 mil litros de água por dia. A Fonte Áurea mantinha 480 mil litros diários. Além das características técnicas, também houve uma disputa politica entre o Governo Militar e oposicionistas do MDB, hoje PMDB.
Segundo matéria publicada no dia 16 de Maio de 2011 pelo jornal Notícias de Poá, o então prefeito da época Miguel Comitre, contou com o auxílio do deputado federal Cantídio Sampaio, que tinha parentes e amigos em Poá, e dos radialistas da Rádio Bandeirantes Estevam Sangirardi e Vicente Leporace. A esposa do radialista Estevam, Olga Sangirardi foi fundadora do Lar Mãe Mariana, tradicional entidade assistencial de Poá.
Poá e sua água mineral eram mencionadas por Vicente Leporace no programa matinal "O Trabuco". Ele falava aos ouvintes sobre a necessidade de transformar o município em estância. Toda esta menção pública reforçou a argumentação durante uma audiência tida entre o prefeito Miguel Comitre e lideranças políticas de Poá com o governador Abreu Sodré. Todos eles eram da ARENA.
No dia 20 de Maio de 1970, foi assinado o decreto estadual elevando a cidade para a categoria de 'Estância Hidromineral', levando-se em conta principalmente a existência da água mineral da Fonte Áurea. O efeito colateral deste status é que o município deixou de ter eleição direta para prefeito, o qual passou a ser nomeado pelo governador, conforme legislação vigente na época. Tal medida foi interpretada como uma manobra que aumentava o poderio dos militares no poder. Para fazer voltar a eleição direta em Poá o deputado estadual Robson Marinho, do PMDB, aprovou uma lei estadual, no final de 1978, fazendo com que Poá passasse a ser também estância turística e com isto voltou a ter eleição direta.
Como estância, o primeiro benefício recebido por parte do governo do estado foi a construção do balneário que foi batizado Vicente Leporace, em homenagem ao jornalista da Bandeirantes. Isto aconteceu em 14 de Julho de 197. O balneário foi administrado pelo estado por três décadas e foi municipalizado em 1997 pelo prefeito Jorge Allen. Posteriormente passou a ser utilizado como um centro de fisioterapia, pois perdeu suas características de atrativo turístico e não comportava mais o público.

### Presente e futuro
Por todos os lugares da cidade, em todos os documentos oficiais, no nome de bairros e até mesmo em instituições privadas (como nas fachadas de lojas e até na denominação de condomínios privados) há menção à água e ao título de estância hidromineral. Essa transformação da cidade em estância é sentida também ao longo de toda a história de Poá, porque essa classificação trouxe consequências econômicas ao municípios, boas e ruins.
Poá possui legislação ambiental mais rígida, estadual e municipal. A cidade que já foi um polo de indústrias têxteis, afugentou diversas delas ao longo dos anos, resultando em estruturas abandonadas até hoje. Outras se adaptaram, e permanecem com suas fábricas instaladas próximas ao Rio Tietê, como a Aunde Brasil.
Este tipo de consequência já era esperada pelo governo do estado, que criou e mantém o Departamento de Apoio ao Desenvolvimento das Estâncias, que auxilia financeiramente os municípios-estância, com verbas que devem ser destinadas exclusivamente ao desenvolvimento do turismo local. Junto à essa medida, Poá se consolidou como um polo de empresa de serviços, atraídas por isenções fiscais, que foram criadas pelo prefeito José Massa. Tal medida veio a calhar, porque houve um processo de desindustrialização em todo o estado de São Paulo e a criação de empresas de serviços. Como Poá é vizinha da Capital, seduziu muitas empresas. Isso fomentou muito a economia em Poá.
Hoje, a Fonte Áurea continua sendo explorada e mantendo a qualidade da água, apesar de ter ganho muitos vizinhos, inclusive em casas de alto padrão. Muitos eventos acontecem durante o ano em Poá, como a Expoá, que recebe milhares de visitantes. As verbas recebidas contribuíram para o desenvolvimento da cidade, fazendo com que ela se destacasse entre as cidades da região em índices sociais, como o Índice de desenvolvimento humano (IDH), o Índice de desenvolvimento infantil (IDI) e o Índice de desenvolvimento da educação básica (IDEB), mesmo não sendo o município mais rico, considerando-se o PIB. Hoje existem muitos projetos da prefeitura que se colocados em prática, farão do turismo ter uma parcela maior na economia de Poá, que por enquanto, segue sendo dominada pelas empresas de serviço.

## Pontos turísticos
Balneário Municipal
Como mencionando anteriormente, o Balneário Municipal Vicente Leporace não é mais aberto ao público, sendo utilizado como um Centro de Fisioterapia, estando sob responsabilidade da Secretaria Municipal de Saúde. Isso aconteceu porque o balneário não recebeu investimento em sua infra-estrutura na mesma velocidade da demanda de sua utilização, tendo ficado pequeno frente ao número potencial de utilizadores. A prefeitura anunciou em 2011 um projeto de construção de um novo balneário no mesmo local, juntamente com um parque na região da nascente, um hotel e a revitalização da Avenida Deputado Castro de Carvalho. Um projeto parecido foi anunciado em 2008 pelo então prefeito Roberto Marques, mas não foi concretizado. Em Junho de 2011, a concorrência pública para a primeira fase das obras havia sido aberta.
Localização: Avenida Deputado Castro de Carvalho - Vila Áurea.
Fonte Áurea
A Fonte Áurea permanece sendo explorada comercialmente, e por este motivo, o local exato da nascente fica no interior das dependências da Empresa de Águas Minerais Poá. A vista depende de autorização e acompanhamento da empresa detentora da concessão, que é federal. A água mineral de Poá possui alto teor de radioatividade e qualidades fisioterápicas. Alguns a consideram a melhor e mais radioativa água mineral do Brasil e segunda do mundo, sendo indicada como auxiliadora para o tratamento de moléstias gastro-intestinais e hepatites, alem de males da pele.
Localização: Rua Castro Alves, 103 - Vila Áurea.
Obelisco (Jardim Obelisco)
O Obelisco existente em uma praça do hoje Jardim Obelisco foi construído para marcar a suposta passagem de Dom Pedro I por Poá. Toda aquela região fazia parte de uma estrada de tropeiros, onde era comum o trânsito destes entre São Paulo e Rio de Janeiro. Apesar da praça ter sido reformada em 2010 e o monumento segue mal conservado, meio oculto, junto às árvores. A data de construção dele é desconhecida.
Localização: Rua América - Jardim Obelisco.
Igreja Matriz Nossa Senhora de Lourdes e prédio anexo
à Igreja Matriz - Já abrigou um convento e uma escola
- Serviço Social Batuíra - Organização da sociedade civil estabelecida em 1939, sem fins lucrativos, constituída atualmente como Serviço de Convivência e Fortalecimento de Vínculos (SCFV), prestando assistência a crianças e adolescentes com projetos culturais, esportivos e socioambientais. Abriga importante área verde no centro da cidade e conserva prédios da época da emancipação.

- Reino da Garotada - Instituição filantrópica, conserva prédios da década de 1940
- EMEI Padre Eustáquio - Primeiro grupo escolar do município, conserva prédio original
- Paço Municipal
- Igreja Matriz de Calmon Viana
- Estação Calmon Viana - Conserva o prédio de 1934
- Subestação de energia de Calmon Viana - Construída na década de 1960, pela Estrada de Ferro Central do Brasil
- Casa da Estação - Já foi a casa do chefe da Estação Poá e hoje, restaurada, abriga um Centro Cultural
- Praça Guido Guida e Praça da Bíblia - unificadas em 2007, possui espelho-d`água, pista de caminhada, canteiros, playground e etc.
- Praça de Eventos - Local onde são realizados os maiores eventos da cidade
- Rotatória Padre Eustáquio - Construída em homenagem ao pároco.
- Fonte Áurea - Onde é extraída a Água Mineral Poá,
- Balneário Municipal Vicente Leporace - Construído na década de 1970, foi fechado ao público e é utilizado como um centro de fisioterapia

Principais eventos
- Fevereiro - Carnaval - Desfile das escolas de samba da cidade
- Março - Aniversário da cidade, comemorado no dia 26
- Março - Passos da Paixão - Teatro ao ar livre, sobre a vida de Jesus Cristo
- Junho - Confecção do tapete de Corpus Christi
- Junho - Festa Junina
- Setembro - Expoá

### EXPOÁ
Por haver uma grande quantidade de orquidófilos em Poá e em todo o Alto Tietê, por causa do clima favorável ao cultivo da planta, foi criada em 1970 a Exposição de Orquídeas e Plantas Ornamentais de Poá, mais conhecida como EXPOÁ, com o objetivo "incrementar o turismo do município, assim como o de prestar um homenagem à natureza". A exposição é reconhecida pela Secretaria Estadual de Esportes e Turismo de São Paulo do Governo do Estado e faz parte desde 1976 do Calendário Nacional do Instituto Brasileiro de Turismo (antiga Embratur), vinculado ao Ministério do Turismo. É realizada todos os anos no mês de setembro. De 1983 a 1993 a EXPOÁ foi realizada no Ginásio municipal de Esportes Américo Franco, na Vila Áurea, e atualmente é realizada na Praça de Eventos "Lucília Gomes Felippe", recebendo aproximadamente 300 mil visitantes por ano.